# La Coromina (Biosca)
La Coromina és una masia al terme municipal de Biosca (Solsonès) inclosa en l'Inventari del Patrimoni Arquitectònic de Catalunya.

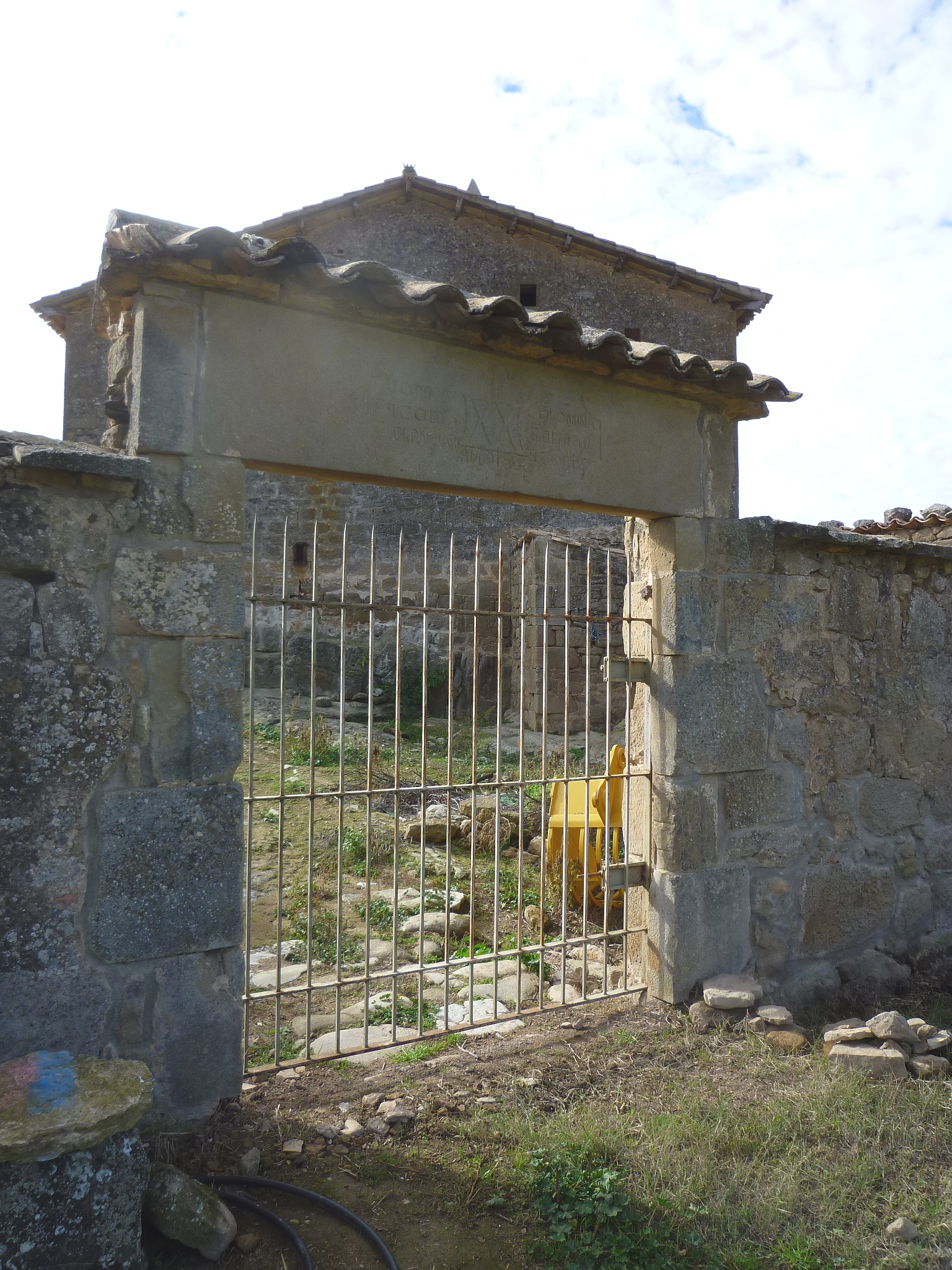
El baluard

A mig camí dels nuclis de Peracamps i Lloberola. Aquest antic casal és un edifici que té funció d'habitatge, amb annexos que tenien funció agrícola i ramadera. És de planta rectangular, orientada de nord-est a sud-oest, amb el carener paral·lel a la façana.
A l'edifici amb funció d'habitatge, a la façana principal sud-est, hi ha una entrada amb arc rebaixat i porta de fusta. A la seva dreta, hi ha una petita obertura. A la planta següent, hi ha dues finestres amb ampit a cada lateral, i al centre un balcó amb barana de ferro.
A la façana nord-oest, hi ha una obertura triangular a la part esquerra, a la seva dreta hi ha tres espitlleres. A la segona planta, hi ha tres finestres. A la façana sud-oest, hi ha una finestra al segon pis, i dues al tercer. A la façana nord-est, hi ha diverses espitlleres repartides per la façana. La coberta és de dos aiguavessos (nord-sud), acabada en teules.
Hi ha diverses casetes amb una sola entrada, i amb coberta d'un vessant, que tenien funció ramadera. Tant aquestes casetes com la façana principal de la casa, es troben dins d'una era tancada per murs, on a la cara nord, hi ha un baluard amb reixa. A la llinda del baluard es pot llegir "JOAN COROMINA Y COLL FEU FER EL BALUART Y CORTS ANO 1863".